# Simmias de Macedonia
Simmias (en griego antiguo: Σιμμίας) fue un oficial macedonio, hijo de Andrómenes de Tinfea y hermano de Átalo y Amintas, los oficiales de Alejandro Magno. Probablemente sirvió en la división de la falange comandada por su hermano Amintas, ya que lo encontramos al mando de la misma en la batalla de Gaugamela durante la ausencia de su hermano. En esta ocasión, su división fue una de las que se llevó la peor parte de la batalla.
En el año 330 a. C. fue acusado, junto con sus hermanos, de haber participado en la conspiración de Filotas; pero la enérgica defensa de Amintas ante el ejército macedonio consiguió su absolución conjunta.